# Jaroslav Moravec
Jaroslav Moravec (1. října 1900, Praha – 31. října 1974, Praha) byl český knihkupec, redaktor, spisovatel, překladatel z ruštiny, němčiny a francouzštiny a jeden ze zakladatelů nakladatelství Toužimský & Moravec (T&M).

## Život
Narodil se v rodině typografa Antonína Moravce (1871) a Anežky roz. Kolovecké (1876).
Mladého Jaroslava přivedla láska k tištěnému slovu do učení na knihkupce u Františka Bačkovského. Po tříletém vyučení (1915–1918) zde ještě dva roky pracoval jako účetní, a právě v této době se pokusil o vlastní nakladatelskou činnost. Založil si nakladatelství Saturn a zaměřil se na knížky dobrodružství a tajemna. Vydával autory jako E. A. Poe, Jack London, R. L. Stevenson, A. J. Dawson, H. H. Ewers, atd. Jeho činnost přerušila dvouletá přestávka vyplněná vojenskou službou. Po návratu přijal zaměstnání v renomovaném nakladatelství J. R. Vilímka v Praze. Zde pracoval jako redaktor až do roku 1933.

### Nakladatelská činnost
Již v učení se setkal s jistým Janem Toužimským, obdobným milovníkem knih, jako byl on sám. Jejich osud se spojil v době, kdy zjistil, že práva na vydávání děl Karla Maye jsou volná. Netrvalo dlouho a oba pánové si je zakoupili a následně založili nakladatelství Toužimský a Moravec se sídlem v pražských Vršovicích. Značnou roli při zrodu nakladatelství sehrál i fakt, že se Moravec při své redakční práci u J. R. Vilímka, seznámil s jistým Zdeňkem Burianem. Tento geniální malíř obohacoval jimi vydávané knihy a po šestnáct let se nakladatelská činnost rozrostla a bylo vydáno přes 600 titulů. Nakladatelství prosperovalo, a kromě knih Karla Maye vydávalo i příběhy o Pánu opic, Tarzanovi, britském letci, Bigglesovi a mnoho dalších zajímavých děl v edicích S puškou a lasem, Povídky o zvířatech, Romány, které napsal život, Východ a západ, Polnice a další. Záslužnou práci vykonalo nakladatelství vydáváním Knih českých cestovatelů, Josefa Kořenského, Enrique Stanko Vráze, Alberto Vojtěcha Friče, Emila Holuba a dalších. Kmenovým autorem firmy se stal Eduard Štorch, který dokázal mistrně spojit poznávání historie a předhistorie s dobrodružstvím. Významným činem bylo vydání výpravných Divů světa Františka Schörpnera a ještě významnějším pak kniha profesora Augusty Divy prasvěta. Práce na tomto díle prý definitivně rozhodla o tom, že Zdeněk Burian vstoupil do světa malířských rekonstrukcí pravěké fauny a flóry. Tato oblast tvorby mu později přinesla světový věhlas.

### Spisovatelská činnost
Publikoval v časopisech Kmen, Červen, Literární rozhledy, Pionýr nebo Lidé, věci, dobrodružství. Jeho dobrodružné povídky se zabývají především indiánskou tematikou. V některých se snaží navazovat na knihy K. Maye, kterého i překládal. Ve svých povídkách Moravec neklade důraz na hrdinství jednotlivce, spíše poukazuje na nesmyslnost vyhlazovacího boje kolonizátorů proti indiánům. Ti hájí svá přirozená práva na domov a svobodný život. Zdůrazňuje také přednost spravedlnosti pomocí humánnosti a moudrosti před strohým uplatňováním zákona, jako tomu je v povídkách o indiánském policistovi v knize Čtení z kamení.

### Vydané publikace
- Válka bez skalpů (1966 a 1968) – román pro mládež
- Klekí Petra, bílý otec Apačů (1969 a 1991), povídka pro mládež
- Zrazený tomahavk (1971), příběh dostavníkového jezdce, román pro mládež
- Čtení z kamení (1974 a 1996), příběhy indiánského policisty, povídkové westerny s detektivními prvky určené mládeži
- Útěk z Onondagy (1994), román pro mládež
- Přízraky z Čech (1996)
- Já, batole (2000), humoristické příběhy, zápisky novorozeného z období středně pokročilého socialismu
- Pražský případ doktora Maye (2006), literatura faktu

### Drobná publikační činnost
- Indiánské příběhy (1987 a 1989 a 2004) – součástí sbírky je povídka Válka bez skalpů
- Uprchlíci z Clintonu (1991) – povídka publikovaná již ve Čtení z kamení
- Přízraky z Čech (1996) a Jak dítě poznává svět (2000) – novoročenky vydané nakladatelstvím T&M

### Nepublikovaná práce
- Nepravý apoštol (Vraždy na ostrovech) – nikdy nevydaný životopisný román o posledních letech života Roberta Louise Stevensona, kdy pobýval na Tichomořských ostrovech v Polynésii

### Překlady
- Pomsta moře: povídka ze Skandinavie – Grigorij Mactet; přeložil D. Jam. Praha: A. Turinská, 1920

### Výstavy
- Za pohádkou a dobrodružstvím – Výstava ilustrací Věnceslava Černého k Mayovkám a knížkám jiných autorů ve sbírkách Knihovny Národního muzea. Ilustrace z děl K. Maye původně kreslených pro nakladatele J. R. Vilímka věnoval do sbírek NM nakladatel Jaroslav Moravec. Vystaveno v budově Národního muzea červen–září 1999. Uspořádala Knihovna Národního muzea
- Toužimský & Moravec – Příběh nakladatelství v obrazech – Výstava plakátů, obálek, ilustrací, fotografií, prospektů a dalších drobných tisků od vzniku firmy až do současnosti. Vystaveno v prostorách Ciderbaru, Praha-Vršovice od 10. 5. do 26. 6. 2016. Připravilo nakl. T&M
- Dobrodružný svět románů Karla Maye – Výstava ilustrací z Knih Karla Maye, které jsou v archivu Knihovny Národního muzea Praha. Představeni jsou ilustrátoři Josef Ulrich, Věnceslav Černý, Karel Šimůnek, Miloš Novák. Vystaveno v Malostranské besedě, Praha 1 od 15. srpna do 26. září 2017. Připravila Knihovna Národního muzea Praha